# Madame Guérin
Madame Guérin, var en fransk modist.
Hon tillhörde de mer framgångsrika och tongivande modisterna inom Paris' modeindustri under sin samtid. 
Som ledande modedesigner fanns hon uppräknad för utländska besökare i Paris i Almanach des Modes 1821. Hon nämns som den främsta modisten i Paris, medan Mademoiselle Fanny sades vara den elegantaste och Madame Herbault den djärvaste. 
Guérin omtalades för "rikedomen i hennes siden, effekten i hennes rosetter, det subtila i hennes blommor och det sätt hon arrangerade sina turbaner". Hon var affärskollega med Madame Victorine, som vid 1800-talets mitt var favoritmodist hos drottning Viktoria av Storbritannien.